# 山頂 (伊利諾伊州)
山頂（英語：Hill Top）是位於美國伊利諾伊州默納德縣的一個非建制地區。該地的面積和人口皆未知。

## 地理
山頂的座標為39°59′21″N 89°52′59″W / 39.98917°N 89.88306°W，而該地的平均海拔高度為184米（即604英尺）。